# 月のクレーター

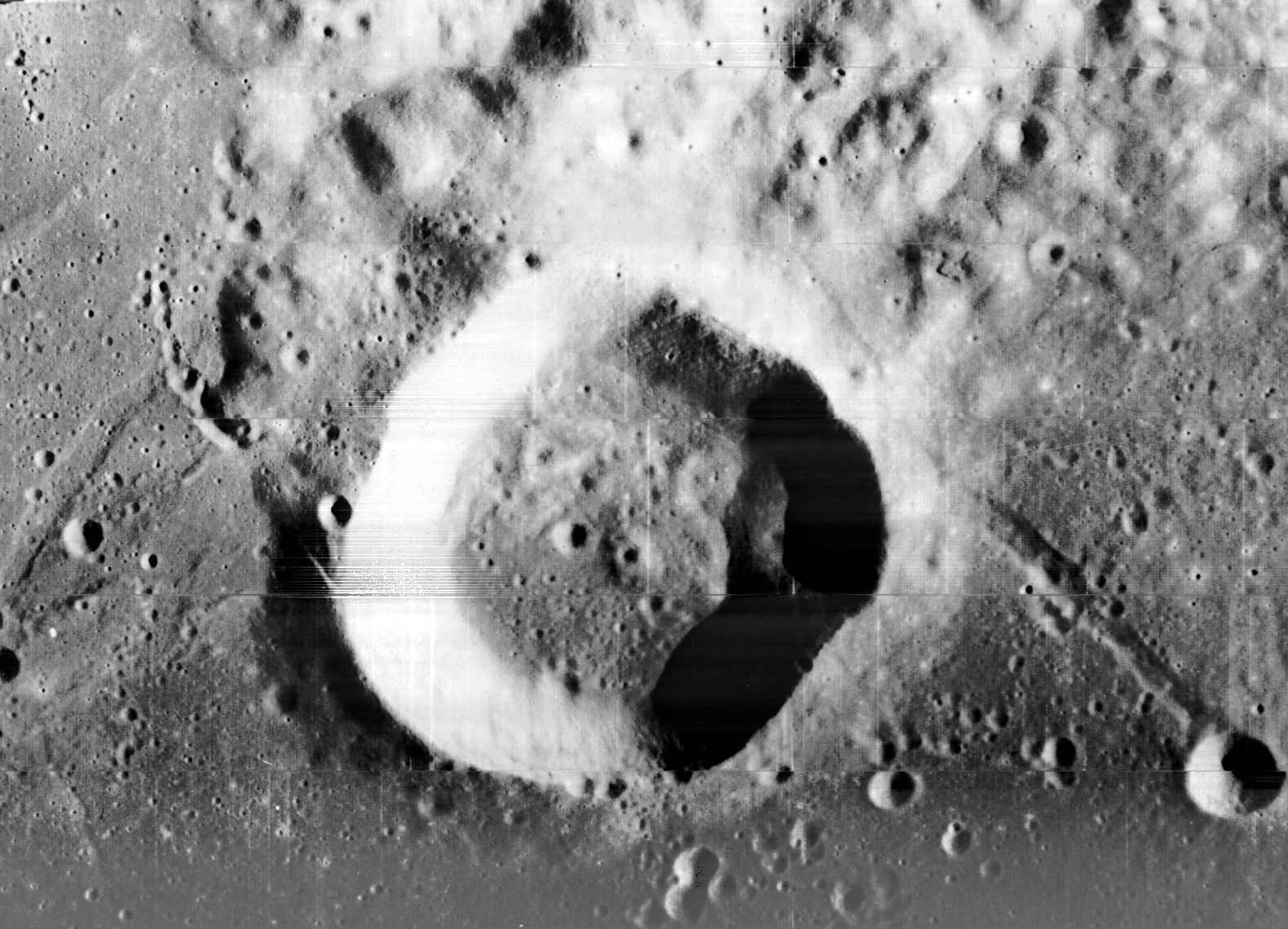
ルナ・オービター1号から見たウェッブクレーター。周りに沢山の小さなクレーターが見える。

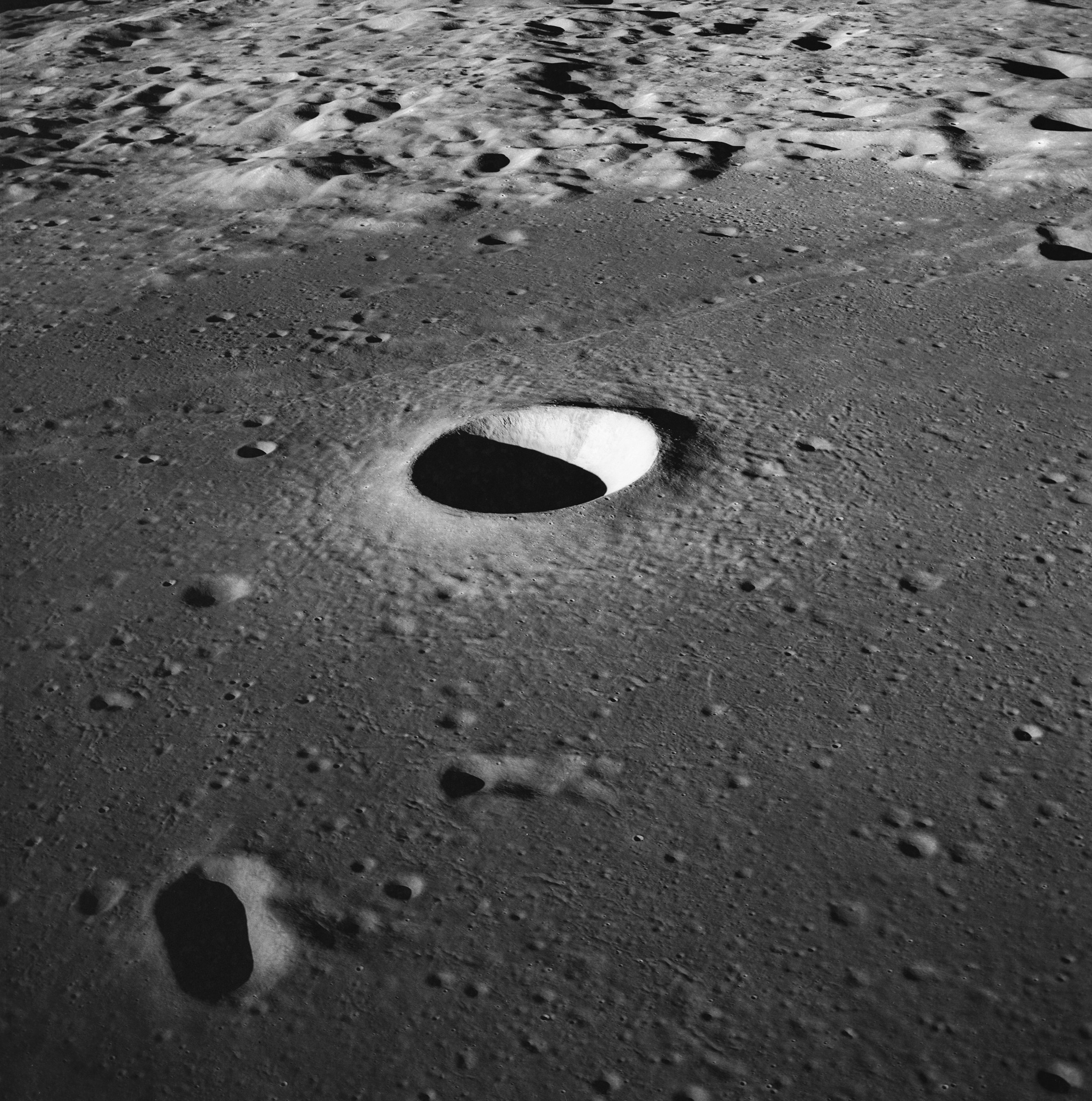
アポロ11号から見たモルトケクレーターの側面図

月のクレーター（つきのクレーター）は、月面にあるクレーターである。月の表面はクレーターに覆われており、そのほとんどは衝突によって形成されたものである。

## 歴史
「クレーター」という言葉は、ラテン語で「カップ」を表す言葉から作られた。ガリレオは1609年の暮れに初めての望遠鏡を作り、1609年11月30日に初めてそれを月に向けた。そして、当時の一般的な考え方とは異なり、月は完全な球ではなく山やカップのような窪みがあることを見つけた。彼は『星界の報告』のなかで後者を「小さな斑点」と呼んでいる。
クレーターの起源については、次の世紀の間、揺れ続けた。対立する理論は、(a)火山の爆発が月面に穴を開けた、(b)彗星の衝突、(c)2つの大戦の間にドイツで発達した理論で、氷河の活動がクレーターを作ったというものである。
アポロ計画によって集められた証拠や同時代の無人宇宙船による観測から、ほとんどの月のクレーターは彗星か、あるいは大きいものは小惑星の衝突によるものであると結論付けられた。なお、月以外の天体のクレーターのほとんども同様とされている。
有名なクレーターは、（大きいクレーター）コペルニクスや、ティコ。

## 特徴
月には液体の水も大気もプレートテクトニクスも存在しないため、浸食作用がほとんどなく、クレーターは20億年以上も残っている。大きいクレーターの年齢は、中に含まれる小さいクレーターの数で決定される。古いクレーターには通常、より多くの小さいクレーターが含まれている。最小のクレーターは、地球に持ち帰られた岩石から見つかった顕微鏡サイズのクレーターである。
21世紀初頭で国際天文学連合でクレーターとして登録している最大のものは月の裏側にあるヘルツシュプルング (クレーター)で、直径は536.37kmである。続く大きさのものはやはり裏側にあるアポロ (クレーター)で直径は524.23kmである。
またクレーターとは登録されていないが、直径約3000kmのプロセラルム盆地や約2500kmの南極エイトケン盆地、その他の月の海は、月の形成時初期の巨大天体の衝突によってできたと考えられている。

## 月面地図

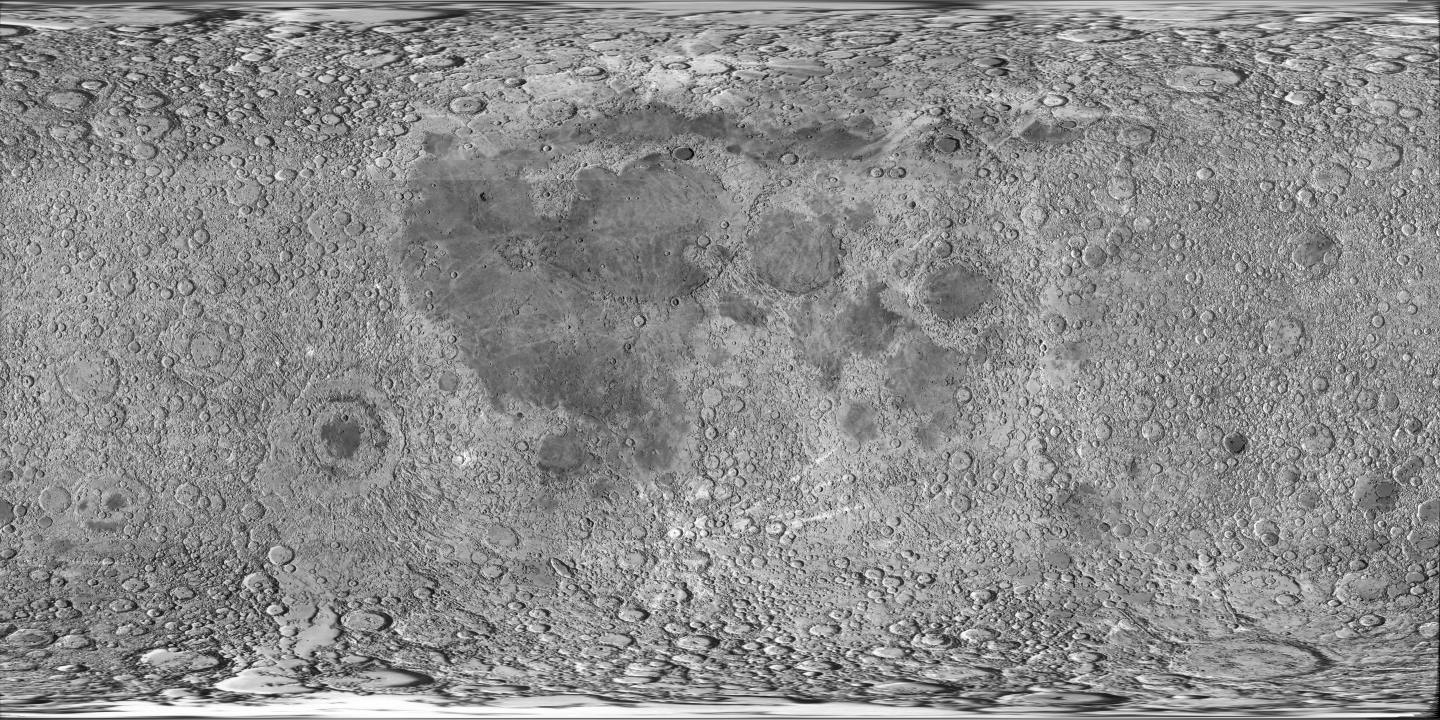
クレメンタイン (探査機)による月面地図（正距円筒図法）西経180度（左）から東経180度（右）
真ん中が本初子午線（経度ゼロ、地球から見える月の真ん中）である。この地図を水平方向に4等分したとき中央の2枚が地球から見える表側である。

### 月の表側の主なクレーターの場所
図中に赤色で示した場所が、それぞれのクレーターである。

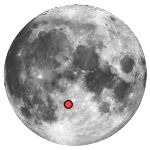
Albategnius
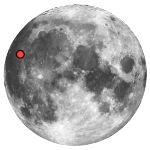
Aristarchus
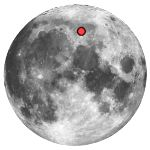
アリストテレス
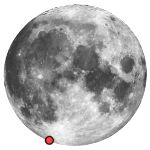
Bailly
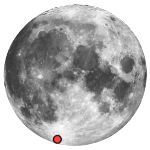
Clavius
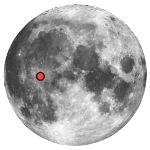
コペルニクス
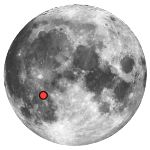
Fra Mauro
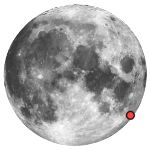
Humboldt
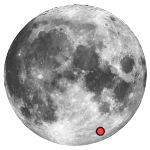
Janssen
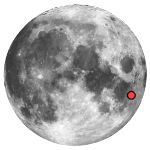
Langrenus
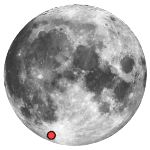
Longomontanus
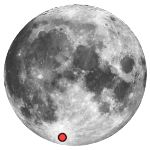
Maginus
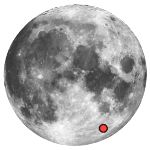
Metius
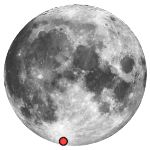
Moretus
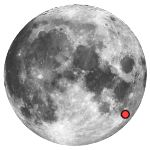
Petavius
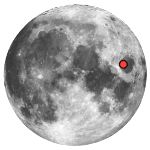
Picard
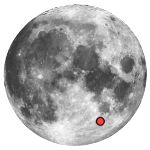
Piccolomini
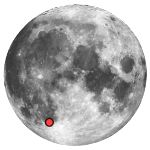
Pitatus
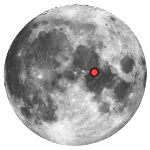
Plinius
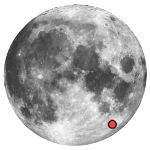
Rheita
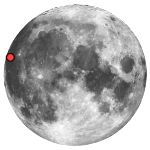
Russell
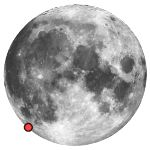
Schickard
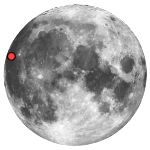
Seleucus
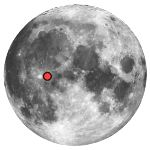
Stadius
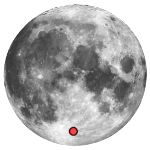
Stöfler
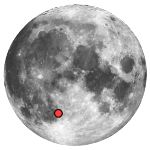
Thebit
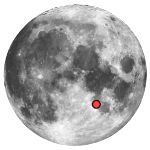
Theophilus
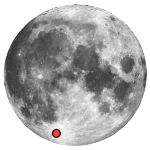
ティコ
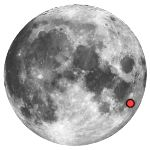
Vendelinus
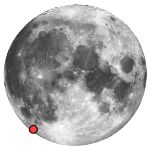
Wargentin